# ميغيل بيريز (لاعب كرة قاعدة)
ميغيل بيريز (بالإسبانية: Miguel Pérez) هو لاعب كرة قاعدة فنزويلي، ولد في 25 سبتمبر 1983 في كاراكاس في فنزويلا.

## وصلات خارجية
- ميغيل بيريز على موقع دوري كرة القاعدة الرئيسي (الإنجليزية)
- ميغيل بيريز على موقعبيزبول رفرنس.كوم (الدوري الرئيسي) (الإنجليزية)
- ميغيل بيريز على موقعبيزبول رفرنس.كوم (الدوري الثانوي) (الإنجليزية)